# روزه‌گیری مقطعی
روزه‌گیری مقطعی یا روزه طبی نوعی رژیم غذایی است بر اساس روزه گرفتن‌های کوتاه‌مدت دوره به دوره. تأثیر روزه طبی بر کاهش وزن هنوز مورد بررسی است.

## آداب و انواع
دو روش برای روزه‌گیری مقطعی وجود دارد: روزه داری کل روز و محدود کردن زمان تغذیه.
- روزه داری کل روز شامل روزه داری‌های یک روزه است. سخت‌ترین شکل این روزه داری به شکل روزه داری کل یک روز به شکل یکی در میان (ADF) است؛ که شامل ۲۴ ساعت روزه داری و پس از آن یک بازه ۲۴ ساعته غیرروزه داری می‌شود. روزه داری تعدیل شده یک در میان (ADMF) و رژیم‌های غذایی ۵: ۲ که این آخری به شکل پنج روز در هفته روزه و دو روز کامل غیرناشتا یا روزه داری تعدیل شده تعریف می‌شود، هر چند هر دوی اینها مصرف روزانه ۵۰۰–۶۰۰ کالری در روزهای روزه داری را مجاز می‌دانند.[۲][۴]
- تغذیه با محدودیت زمانی (TRF) شامل صرف غذا تنها در عرض چند ساعت خاص در روز است.[۷] یک شکل معمول TRF شامل روزه‌داری به مدت ۱۶ ساعت در روز و صرف غذا در طول ۸ ساعت باقیمانده است، معمولاً این برنامه هر روز رعایت می‌شود. یک سبک راحت تر این است که در یک پنجره ۱۲ ساعته روزه بمانیم و یک پنجره غذا خوردن تعریف کنیم یا یک فرم سخت‌تر آن این است که روزانه تنها یک وعده غذا بخوریم که روزانه حدود ۲۳ ساعته روزه داری است.

جایگزین‌ها شامل روزه‌های تعدیل شده، مانند ADMF، با مصرف کالری محدود (۲۰٪ طبیعی) در زمان روزه است به جای هیچگونه وعده. روزه‌گیری مقطعی، دوره زمانی (تا ۴۸ ساعت) متفاوتی از روزه داری تناوبی (بیش از ۴۸ ساعت) دارد.

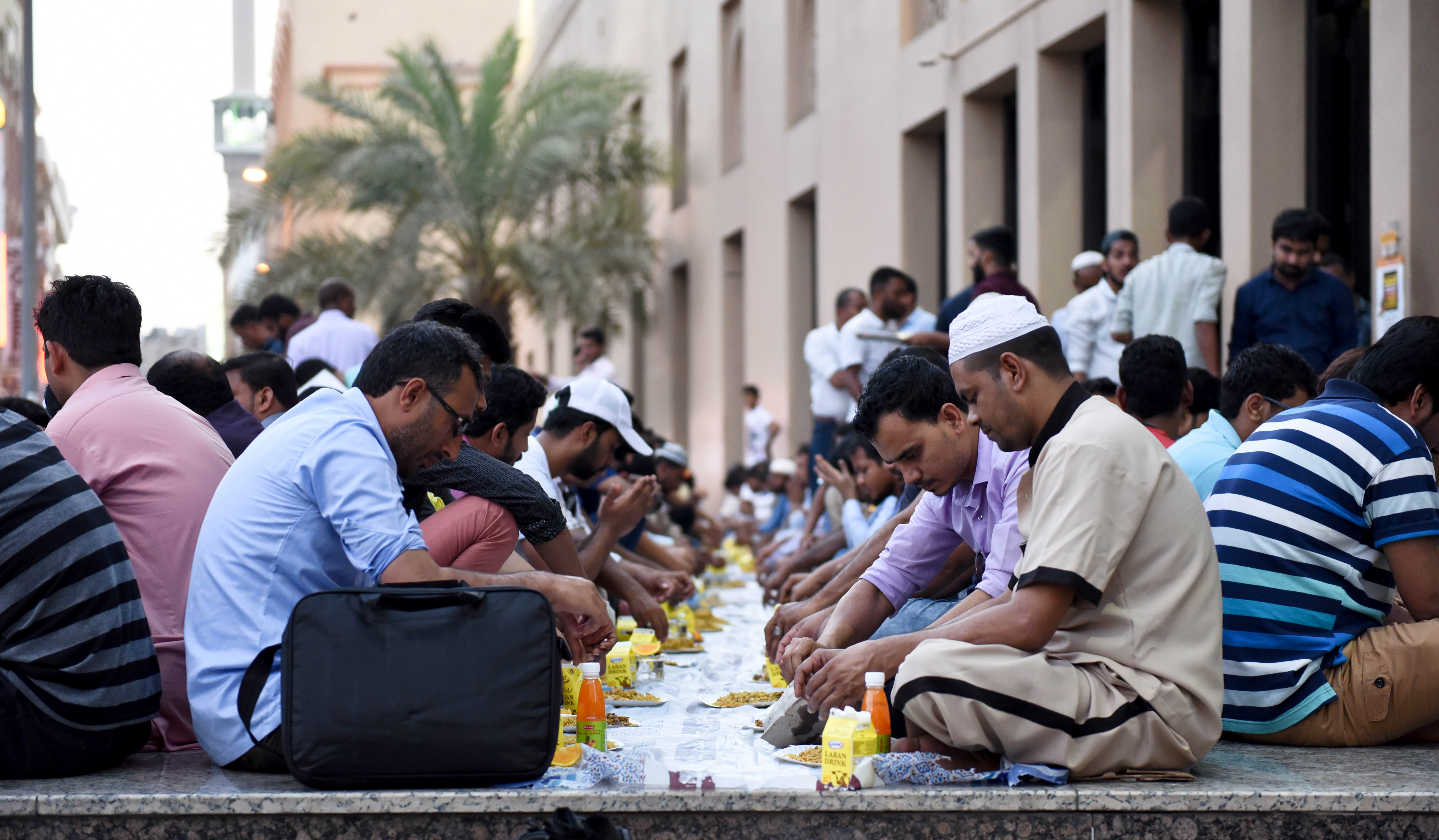
دبی، امارات متحده عربی، که پس از غروب آفتاب افطار می‌کنند

### روزه دینی
اشکال مختلف روزه‌گیری مقطعی به عنوان آداب مذهبی در بین گروه‌های مختلف در سراسر جهان وجود دارد. رژیم‌های روزه داری شامل اما به محدود به اینها نیست، Vrata در آیین هندو، روزه داری ماه رمضان (اسلام)، روزه یوم کیپور (یهودیت)، روزه مسیحی ارتدکس، روزه داری یکشنبه‌ها (کلیسای عیسی مسیح قدیسان آخر الزمان)، و روزه بودایی. بعضی روش‌های روزه داری مذهبی مانند روزه داری بودایی فقط اجتناب از برخی غذاهای خاص است، در حالی که دیگران مانند روزه داری یهودیان در یوم کیپور در مدت زمان کوتاهی است و اثرات ناچیزی بر بدن می‌گذارد.
اسلام تنها مذهب اصلی است که آداب روزه داری در آن مشابه روزه‌گیری مقطعی است از آنجا که در هردوی آنها مصرف غذا و استمرار رژیم شبیه هم است. مدت زمان روزه در رمضان بین ۲۸ تا ۳۰ روز بسته به سال است و شامل نخوردن ننوشیدن از طلوع خورشید تا غروب آفتاب است. در طول این دوره، مسلمانان دو بار در روز غذا می‌خورند: یک بار در صبح قبل از طلوع آفتاب و در شب بعد از غروب. یک متاآنالیز در مورد سلامت مسلمانان در طول ماه رمضان، کاهش قابل توجه وزن را در دوره ناشتا تا ۱٫۵۱ کیلوگرم (۳٫۳ پوند) را نشان داده است، اما این وزن در حدود دو هفته پایانی ماه رمضان دوباره برمی گردد. تجزیه و تحلیل به این نتیجه رسید که «ماه رمضان فرصتی برای از دست دادن وزن را فراهم می‌کند، اما شیوه زندگی نظام‌مند و مستمر برای دستیابی به کاهش وزن پایدار ضروری است.» اثرات منفی روزه‌داری ماه رمضان شامل افزایش خطر ابتلا به هیپوگلیسمی در بیماران دیابتی و نیز میزان ناکافی برخی مواد مغذی است.

### روند ناشتایی
روزه‌گیری مقطعی (به ویژه رژیم غذایی ۵: ۲) در سال ۲۰۱۲ پس از مستند تلویزیونی افق با عنوان، بخور، روزه بگیر و بیشتر عمر کن در انگلستان محبوب شد و از طریق فروش کتابهای پرفروش، به‌طور گسترده‌ای رایج شد. در ایالات متحده، روزه‌گیری مقطعی در میان شرکت‌های دره سیلیکون مد شد. از نظر [./https://en.wikipedia.org/wiki/NHS_Choices NHS Choices] در سال ۲۰۱۲، افرادی که قصد استفاده از رژیم غذایی ۵: ۲ دارند ابتدا باید با یک پزشک مشورت کنند زیرا روزه می‌تواند گاهی اوقات ناایمن باشد. یک ستون خبری در مجله پزشکی کانادا بیانگر این نگرانی بود که مشوق‌های تبلیغات برای این رژیم غذایی به مردم افرادی را نشان می‌دهد که غذاهای پر کالری مانند همبرگر و چیپس مصرف می‌کنند که زیاده خواری را تشویق می‌کند چرا که این موضوع را به ذهن متبادر می‌کند که " اگر شما دو روز در هفته روزه بگیرید می‌توانید هر چقدر دلتان خواست هله هوله تا جایی گلویتان اجازه بلع می‌دهد در پنج روز دیگر هفته ببلعید. "

### تجاری سازی
از سال ۲۰۱۸، توجه به روزه داری، بعضی از شرکت‌ها را ترغیب به تجاری سازی مربی گری غذایی، مکمل‌های غذایی و بسته‌های کامل غذایی کرد. این شرکت‌ها برای ارائه محصولات یا خدمات گران‌قیمت بدون پشتوانه علمی مورد انتقاد هستند

## پژوهش

### کاهش وزن
یک بررسی روزه‌گیری مقطعی در سال ۲۰۱۸ نشان داده است که در افراد چاق کاهش مصرف کالری یک تا شش روز در هفته طی حداقل ۱۲ هفته برای کاهش وزن بدن به‌طور متوسط ۷ کیلوگرم (۱۵ پوند) مؤثر بوده است؛ نتایج به دست آمده بین رژیم غذایی کالری محدود و مطالعات بالینی متفاوت نبودند و اغلب بر روی زنان میانسال از ایالات متحده و بریتانیا انجام شد که تفسیر نتایج را محدود می‌کرد. روزه داری متناوب در کودکان، سالمندان یا افراد کم وزن مطالعه نشده است که ممکن است برای این جمعیت مضر باشد.
روزه داری متناوب تحت تحقیقات اولیه است که چگونه بر نشانگرهای زیستی قلبی عروقی و متابولیک مانند چربی بدن، کلسترول LDL، تری گلیسیرید، حساسیت به انسولین و فشار خون اثر می‌گذارد. به نظر نمی‌رسد که روزه متناوب به توده بدن منجر شود.

### اثرات دیگر
خوردن غذای شبانه به اشکال در کیفیت خواب ارتباط داده شده است.
مطالعات عملی نشان می‌دهد روزه گرفتن می‌تواند از بدن در مقابل سرطان، دیابت، بیماری‌های قلبی واضمحلال عصبی محافظت کند.

### اثرات جانبی
فهم اثرات جانبی بالقوه روزه‌گیری مقطعی محدود به تعداد کمی از مطالعات ناکافی دقیق بالینی است. یک بررسی در سال ۲۰۱۵ از مطالعات بالینی اولیه نشان داد که روزه‌گیری ناپیوسته کوتاه مدت ممکن است عوارض جانبی جزئی مانند احساس ضعف و گرسنگی، سردرد، خستگی یا کم‌آبی بدن را ایجاد کند. روزه داری درازمدت تناوبی ممکن است موجب اختلالات خوردن یا سوء تغذیه و افزایش حساسیت به بیماری‌های عفونی شود هر چند هیچ مطالعات بالینی واقعی نشان‌دهنده ارتباط روزه‌گیری مقطعی با این بیماری‌ها نیست. آسیب قلب در مدل‌های حیوانی دیده شده است.